# Xian de Hai'an
Pour l’article homonyme, voir Hai'an (Xucheng).
Le xian de Hai'an (海安县 ; pinyin : Hǎi'ān Xiàn) est un district administratif de la province du Jiangsu en Chine. Il est placé sous la juridiction de la ville-préfecture de Nantong.

## Démographie
La population du district était de 984 822 habitants en 1999.